# Down Bottom
Down Bottom to wydany w 1999 roku dwupłytowy singel amerykańskiej grupy hip-hopowej Ruff Ryders. Promuje z albumu "Ryde or Die Vol. 1".
W "Down Bottom" występują Drag-On (w pierwszej i trzeciej zwrotce), Juvenile (w drugiej zwrotce) i Swizz Beatz (w refrenie), w który jest autorem podkładu. "Down Bottom" można usłyszeć w grach Washington Wizards, kiedy drużyna wygra. Swizz Beatz nawiązał do refrenu w utworze "Busta Ya Gunz" ze swojej najnowszej płyty "One Man Band Man". Remiks tego utworu z Yung Wunem pojawił się na singlu Drag-Ona, "Spit These Bars", a potem na płycie "Ruff Ryders Presents – Drag-On".
B-Sidem singla jest "Some X Shit", w którym występuje DMX, a w refrenie dodatkowo Swizz Beatz, który skomponował podkład. Do tego utworu DMX wykorzystał swój tekst ze starego utworu "Ghetto Life".

## Lista utworów

### CD1
1. "Down Bottom" (Dirty Version)
2. "Down Bottom" (Clean Version)
3. "Down Bottom" (Instrumental)

### CD2
1. "Some X Shit" (Dirty Version)
2. "Some X Shit" (Clean Version)
3. "Some X Shit" (Instrumental)